# Flugzeugkollision über der Dippoldiswalder Heide
Am 17. April 1945 kollidierten zwei Boeing-B-17-Bomber der 92nd Bombardment Group der USAAF über der Dippoldiswalder Heide in Sachsen (Dippoldiswalde,  Antonsweg).
Beide Flugzeuge stürzten dadurch ab, dabei kamen 12 der 16 Besatzungsmitglieder ums Leben. Die anderen Flugzeuge der Gruppe bombardierten ab 14:13 Uhr die wenige Kilometer entfernte Stadt Dresden.

## Chronologie der Kollision

Aussageprotokoll zum Absturz amerikanischer Flugzeuge am 17. April 1945 in der Dippoldiswalder Heide vom 9. Juni 1947

Um 0:05 Uhr erhielt die auf dem englischen Militärflugplatz RAF Podington stationierte 92nd Bombardment Group (Heavy) im Rahmen der Luftangriffe auf Dresden den Befehl, den Verschiebebahnhof Dresden-Friedrichstadt zu bombardieren. Es sollten 32 B-17-Bomber, drei Reservemaschinen und vier Pfadfindermaschinen starten. Jedes Flugzeug wurde mit vierzehn 250-kg-Sprengbomben beladen. Die 92nd Bombardment Group traf sich an der Sammelstelle südlich von Olbernhau mit anderen Bombergruppen und flog dann Richtung Dresden. Die beiden Unglücksflugzeuge befanden sich mitten in einer 600 Flugzeuge umfassenden Gruppe, als die 92nd Bombardment Group den Befehl bekam, einen 360-Grad-Rechtskreis zu fliegen. Die Besatzung der Führungsmaschine konnte wegen Wolken das Ziel nicht sehen und deshalb die Bomben nicht abwerfen. Die Gruppe sollte aus 6000 Metern Höhe um 2000 Meter unter die Wolkendecke sinken und wenden. Zu Beginn der Wendung näherte sich das Flugzeug (USAAF-Seriennummer 43-39110, Naughty Nancy) mit dem Kommandanten John W. Paul jr, eigentlich links fliegend, dem von Arthur H. Huether gesteuerten Flugzeug 44-8903 von unten und kollidierte mit diesem. Infolgedessen zerbrach Huethers Flugzeug unter dem Pilotensitz. Der hintere Teil des Flugzeuges wurde abgetrennt.
Aus Sicht von Paul driftete die eigentlich rechts fliegende B-17 von Huether über sein Flugzeug hinweg. Die Propeller „zerfraßen“ das andere Flugzeug.

## Opfer und Überlebende
Aus der 44-8903 konnten sich der Kommandant Art Huether und der 22-jährige Copilot Frank K. Jones mit dem Fallschirm retten. Sechs Soldaten aus diesem Flugzeug starben.
Aus der 43-39110 überlebten der Kommandant John Paul, der Co-Pilot Nathaniel Norman Shane und der Heckschütze Pete Taylor. Die anderen überlebten den Absturz nicht. Lieutenant Shane landete mit dem Fallschirm nahe dem Dorf Reinhardtsgrimma, wo er von Einheimischen gestellt wurde und sich als kriegsgefangen ergab. Ein Hilfspolizist forderte Umstehende zur Ermordung auf, die dies jedoch ablehnten. Ein hinzugekommener, bis heute unbekannt gebliebener SS-Mann erschoss schließlich Lieutenant Shane.
Die anderen Toten wurden in der Heide begraben, 1947 exhumiert und in den USA beigesetzt.

## Suche und Entschärfung der Bomben
An der zwei Kilometer langen Schneise, die das Huether-Flugzeug im Wald hinterlassen hat, waren 2013 drei Bombentrichter erkennbar. Die restlichen elf Bomben dieses Flugzeugs wurden gefunden und am 13. November 2013 entschärft. Ob die Bomben des anderen Flugzeugs schon nach dem Krieg geräumt wurden, konnte nicht geklärt werden. Deshalb wurde im Jahr 2014 nach ihnen gesucht. Im März, Juni, Juli und Oktober 2014 wurden elf Bomben gefunden, von denen acht entschärft werden konnten. Drei Bomben mussten vor Ort gesprengt werden, davon eine, die sich unter der Staatsstraße 193 (Antonsweg) befand. Es wird im betroffenen Gebiet der Dippoldiswalder Heide weiter gesucht, da nicht ausgeschlossen werden kann, dass dort weitere Bomben verborgen sind.